# Wereldkampioenschappen veldrijden 2002
De wereldkampioenschappen veldrijden 2002 werden gehouden in het weekend van 2 en 3 februari 2002 in Zolder, België.
België organiseerde voor het eerst sinds 1994 het wereldkampioenschap en bracht een grote volkstoestroom teweeg. 47.000 toeschouwers woonden het evenement bij rondom het Circuit van Zolder. Het feest had voor de opgekomen massa ook nog eens een perfecte apotheose. In de mannenwedstrijd bij de elite bezetten drie Belgen het podium. Winnaar Mario De Clercq, Tom Vannoppen en Sven Nys.
Bij de beloften werd de Nederlander Thijs Verhagen wereldkampioen, hij won een enerverende sprint met vijf renners. De Belg Kevin Pauwels won het goud bij de junioren.
De vrouwenwedstrijd werd overtuigend gewonnen door de Franse Laurence Leboucher, die meer dan een minuut voorsprong bijeen sprokkelde. Vooraf hield men rekening met een tweestrijd tussen de Duitse uittredende wereldkampioene Hanka Kupfernagel en de Amerikaanse Alison Dunlap, die dat seizoen veel succes boekte in het mountainbiken. Dit leek ook te zullen gebeuren, tot Leboucher in de tweede ronde op het juiste moment versnelde op een helling, en haar kaarten op tafel gooide. Kupfernagel, Dunlap en Daphny van den Brand sprintten om het zilver en het brons. Kupfernagel werd tweede, de Nederlandse Van den Brand derde.

## Verloop

### Voorbeschouwing: Nys versus Groenendaal, deel 2
Voor het wereldkampioenschap van 2002 keerde het veldrijden terug naar België, waar de sport ongekend populair was, en is. De Belgische en de Nederlandse supportersclans leefden op voet van oorlog wegens gebeurtenissen die twee seizoenen eerder hadden plaatsvonden op het wereldkampioenschap, toen in Nederland. De vorige editie werd in Tsjechië verreden.
De kers op de taart voor het volksfeest in Zolder zou zonder meer de koers bij de elite mannen worden. Gespreksonderwerp nummer één was de rivaliteit tussen de Belg Sven Nys en de Nederlander Richard Groenendaal, die zijn oorsprong kent in het seizoen 1999–2000. Nys en Groenendaal waren ploegmaats bij het Nederlandse Rabobank. In 2002 leek het wereldkampioenschap uit te draaien op een tweestrijd. Net als in 2000 bleek dat buiten de waard gerekend. Mario De Clercq profiteerde dat seizoen van mindere vorm bij beide. In het seizoen 1999–2000 begonnen Nys en Groenendaal tegen elkaar te rijden in de regelmatigheidscriteria, in het seizoen 2001–2002 bleek De Clercq vaak de sterkste.
Derde hond Clercqske werd ook nu gezien als een grote favoriet voor de regenboogtrui. Op het wereldkampioenschap in Sint-Michielsgestel 2000 werd Sven Nys door zijn ploeg Rabobank verplicht hun tactiek na te leven in plaats van de tactiek van Belgische bondscoach Erik De Vlaeminck, die er na Zolder de brui aan gaf. Omdat De Clercq steeds haantjesgedrag omzette in succes, greep ploegleider Jan Raas in. Raas eiste dat indien of Nys of Groenendaal voorop raakte de ander niet mocht rijden in de achtervolging. Wat geloofwaardig klonk omdat interne rivaliteit de ploeg zeges begon te kosten en de spanning te snijden was, schreef het Nederlandse dagblad NRC Handelsblad begin dat jaar. Op een wereldkampioenschap dienen veldrijders voor land te rijden, niet voor team, onderstreepte het Vlaamse dagblad Het Belang van Limburg aan de vooravond van dat wereldkampioenschap.
Groenendaal won voor eigen volk de regenboogtrui, een schandvlek op Nys' anders monumentale en standvastige carrière. Complottheorieën allerhande werden achteraf door de geruchtenmolen gedraaid. Hoewel er volgens Adri van Houwelingen en Raas niks aan de hand was, zou men Nys hebben ontslagen indien hij Groenendaal de wereldtitel niet schonk in zijn achtertuin. Nys ontkende wat geopperd werd en beweerde dat, ongeacht zijn jonge leeftijd, hij niet aan chantage zou toegeven. De verhoging van premies werd door beide staalhard ontkend. Nys was eerst de boeman voor het Belgische volk. Later werd Groenendaal weer geviseerd, in de mate dat dit zijn voorbereiding op het wereldkampioenschap in Zolder verstoorde. In de Superprestigecross van Diegem ging Groenendaal op de vuist met een Belgische supporter. De UCI sanctioneerde Groenendaal niet, het bleef bij een waarschuwing.

### Super Mariovoor nummer drie
Mario De Clercq begreep dat hij bondgenoten kon gebruiken tegen de opzettende Sven Nys, wilde hij op zijn oude dag nog eens wereldkampioen worden. In de Druivencross in Overijse zou De Clercq de overwinning gegund hebben aan de jonge Tom Vannoppen, door in de sprint opzichtig een slipper te maken en uit zijn klikpedaal te gaan. Vannoppen zou vanaf het seizoen 2002–2003 ploegmaat van De Clercq worden, bij het team Palmans-Collstrop. De Clercq spande hem voor zijn kar en dat zou Nys geweten hebben tijdens de koers. Tom Vannoppen, twee jaar eerder vice-wereldkampioen bij de beloften in Sint-Michielsgestel, reed klaarblijkelijk in dienst van tweevoudig wereldkampioen De Clercq.
Uittredend wereldkampioen van Tábor, Erwin Vervecken, moet de strijd staken nadat zijn ketting onophoudelijk tegenstribbelt. Hij geeft op met kettingbreuk, maar blijft kalm ondanks 'goede benen'. Vervecken is een sterke sprinter en een concurrent minder voor De Clercq in een sprintduel. De Clercq haalt voordeel uit Verveckens forfait als sterkere sprinter van het trio. De Clercq neemt met graagte Nys mee naar de finish, niet andersom. Nys moet iets ondernemen, wil hij zijn eerste regenboogtrui veroveren, terwijl De Clercq zich zeker rekent betreffende Vannoppen die hij vertrouwt ondanks Vannoppens kwaliteiten in de sprint. De Clercq ging uit van zijn eigen sprintsterkte. Ga met Mario De Clercq naar de streep, en je bent gezien was destijds een ongeschreven wet in het veldrijden, wist Nys, en hij probeert dan ook meermaals te demarreren. Nys' pogingen zijn explosief, maar blijven vruchteloos.
Te midden van het Belgische spierballengerol vertoeft Richard Groenendaal ver in de achtergrond: hij geraakt nooit vooraan. De Belgische supporters schelden hem voor verrot, met awoertgeroep. Hij wordt opgehouden door meerdere valpartijen. Groenendaal verwijt Belg Ben Berden dat hij bewust de remmen dicht kneep in een afdaling door het zand. Groenendaal komt ten val.
Sven Nys demarreert twee maal in de laatste ronde om van Mario De Clercq af te komen, maar weet zich niet de betere. Vannoppen keert ook terug wanneer er getemperd wordt en versnelt op de Sacramentsberg, waarmee hij niet alleen Nys verrast. Clercqske is ontstemd en maant Vannoppen aan tot kalmte met armgebaren. Vannoppen luistert naar De Clercq, en houdt weer in. Er wordt gesprint. Nys speelt nog ridder of mis met een ultieme versnelling voor de laatste bocht.
Super Mario overbrugt de kloof met Nys en wint overtuigend in de sprint. Vannoppen pakt zilver, Nys brons. Opvallend, Richard Groenendaal wordt vierde en steekt cynisch de armen in lucht, in navolging van de trotse Belgen die het podium volledig bezetten.

## Uitslagen

### Mannen, elite
| Plaats | Renner              | Land        | Tijd    |
| ------ | ------------------- | ----------- | ------- |
|        | Mario De Clercq     | België      | 1:01.11 |
| Zilver | Tom Vannoppen       | België      | + 0.03  |
| Brons  | Sven Nys            | België      | + 0.06  |
| 4.     | Richard Groenendaal | Nederland   | + 0.10  |
| 5.     | Gerben de Knegt     | Nederland   | + 0.14  |
| 6.     | Dominique Arnould   | Frankrijk   | + 0.21  |
| 7.     | Wim de Vos          | Nederland   | + 0.22  |
| 8.     | Bart Wellens        | België      | + 0.26  |
| 9.     | Ben Berden          | België      | + 1.19  |
| 10.    | Thomas Frischknecht | Zwitserland | + 1.38  |

### Mannen, beloften
| Plaats | Renner              | Land             | Tijd   |
| ------ | ------------------- | ---------------- | ------ |
|        | Thijs Verhagen      | Nederland        | 49.48  |
| Zilver | Davy Commeyne       | België           | z.t.   |
| Brons  | Tomáš Trunschka     | Tsjechië         | z.t.   |
| 4.     | Enrico Franzoi      | Italië           | z.t.   |
| 5.     | Wim Jacobs          | België           | z.t.   |
| 6.     | Martin Bína         | Tsjechië         | + 0.37 |
| 7.     | Michael Baumgartner | Tsjechië         | + 0.53 |
| 8.     | Adam Craig          | Verenigde Staten | + 1.12 |
| 9.     | Radomír Šimůnek     | Tsjechië         | + 1.36 |
| 10.    | Steve Chainel       | Frankrijk        | + 1.44 |

### Jongens, junioren
| Plaats | Renner                | Land        | Tijd   |
| ------ | --------------------- | ----------- | ------ |
|        | Kevin Pauwels         | België      | 43.41  |
| Zilver | Krzysztof Kuźniak     | Polen       | + 0.11 |
| Brons  | Zdeněk Štybar         | Tsjechië    | + 0.15 |
| 4.     | Jaroslav Kulhavý      | Tsjechië    | + 0.26 |
| 5.     | Mike Thielemens       | België      | + 0.34 |
| 6.     | Felix Gniot           | Duitsland   | z.t.   |
| 7.     | Derik Zampedri        | Italië      | z.t.   |
| 8.     | Jens Petroll          | Duitsland   | + 0.37 |
| 9.     | Dieter Vanthourenhout | België      | + 0.44 |
| 10.    | Pirmin Lang           | Zwitserland | + 0.56 |

### Vrouwen
| Plaats | Renster                | Land             | Tijd   |
| ------ | ---------------------- | ---------------- | ------ |
|        | Laurence Leboucher     | Frankrijk        | 39.06  |
| Zilver | Hanka Kupfernagel      | Duitsland        | + 1.04 |
| Brons  | Daphny van den Brand   | Nederland        | z.t.   |
| 4.     | Alison Dunlap          | Verenigde Staten | z.t.   |
| 5.     | Ann Grande             | Verenigde Staten | + 1.41 |
| 6.     | Anja Nobus             | België           | + 2.00 |
| 7.     | Reza Hormes-Ravenstijn | Nederland        | z.t.   |
| 8.     | Birgit Hollmann        | Duitsland        | z.t.   |
| 9.     | Hilde Quintens         | België           | + 2.05 |
| 10.    | Carmen d'Aluisio       | Verenigde Staten | + 2.12 |

## Medaillespiegel
| Plaats | Land      | Goud | Zilver | Brons | Totaal |
| 1      | België    | 2    | 2      | 1     | 5      |
| 2      | Nederland | 1    | 0      | 1     | 2      |
| 3      | Frankrijk | 1    | 0      | 0     | 1      |
| 4      | Duitsland | 0    | 1      | 0     | 1      |
| 4      | Polen     | 0    | 1      | 0     | 1      |
| 6      | Tsjechië  | 0    | 0      | 2     | 2      |
| Totaal | Totaal    | 4    | 4      | 4     | 12     |